# Cadwell Park

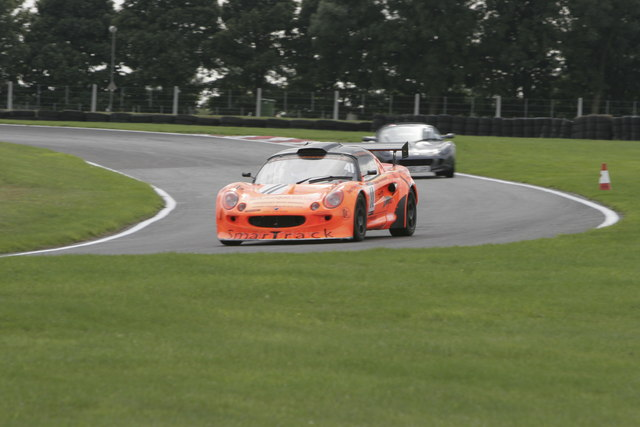
The Curve på Cadwell Park Circuit

Cadwell Park Circuit är en racerbana i grevskapet Lincolnshire i östra England. Banan är belägen åtta kilometer söder om staden Louth. Diverse biltävlingar och en årlig deltävling i brittiska Superbike-mästerskapet (BSB) körs här. Banan har två berömda kurvor, the Curve och the Mountain.